# Lucio Junio Silano
Lucio Junio Silano  fue un político y senador romano del siglo I, que desarrolló su carrera política bajo los imperios de Augusto y Tiberio.
Miembro de la Gens Junia, una de las familias más importantes de la República Romana e inicios del Imperio, con rango su primer cargo conocido fe el de Flamen Martialis, uno de los tres flaminados mayores de la religión romana,
cuyo origen se remonta a la monarquía romana, alcanzando el cargo de consul sufecctus entre junio y diciembre de 26, bajo Tiberio.
En el ejercicio de esta magistratura, junto con su colega Cayo Veleo Tutor, promovió la aprobación en el Senado de la Lex Iunia Velea sobre como deseheredar a los nietos en los testamentos.